# ドロソフィルム
ドロソフィルム (Drosophyllum lusitanicum) はスペイン、モロッコ、ポルトガルに分布する植物である。粘着式（鳥黐式）の食虫植物で、葉面の腺毛から分泌する粘液で昆虫を捕らえ、消化吸収する。約250種知られている粘着式の食虫植物中では屈指の大型種である。ユッカの葉をイトバモウセンゴケに置き換えたような草姿を持つ。

## 分類
学名は Drosophyllum lusitanicum (ドロソフィルム・ルシタニクム)。属名は「露」+「葉」、種小名は「ポルトガル産」を意味する。リンネの『Species Plantarum』(1753年) における原記載は、モウセンゴケ属の Drosera lusitanica であった。
クロンキスト体系などではモウセンゴケ科に含めたが、APG植物分類体系では一属一種でドロソフィルム科を構える。イヌイシモチソウ、イシモチソウモドキなどの和名があるが、日本で栽培してもイシモチソウやナガバノイシモチソウより大きく育つので実態にそぐわず、全く使用されない。

## 形態
主に海に近い乾燥した荒地や崖で、一年を通して成長する多年生草本あるいは低木。日当たりの良い場所を好む。海霧から必要な水分の一部を調達すると言われている。　
茎は木質化して1mを越える。脇芽が何本も出て分岐するが、根元でも直径1.5cm程度しかないので、上部が重くなると倒れることが多い。倒れて地面に接触しても発根は見られない。また、地下部が新しい茎を出すことはない。根は発芽直後は1本だがやがて細かく分かれて地中に伸び広がる。
葉は長さ30cm、幅0.5cmの線状で、断面はU字形ないし弦の中心が大きく窪んだ半円形、茎に密に互生する。茎の先端で、中心の反対側つまり外側に小さなコイルを形成していた葉は、順番に大きくなり伸長を始める。伸びきった直後は鉛直に立っているが、内側に次々新しい葉が出来るにつれ次第に押しやられて水平から下向きになる。枯れても茎から脱落せず、多数が長期間残って腰蓑の様相を呈する。生きている葉の数は一本の茎で数十に及ぶ。昆虫の目には、粘液を帯びた葉は、紫外線を吸収する枯葉を背景に輝きが一層際立つと考えられる。腺毛（有柄腺）は先端が半球形で赤くコイルの側(外側)、断面で言うと円弧の側に並ぶ。花茎や苞、萼にも多数の腺毛があるがごく小さい。腺毛とは呼び難い無柄腺もありこれは葉の内側にも見られ、刺激を受けて初めて酸性の消化液を分泌する。捕虫してもモウセンゴケ属のような葉身や腺毛の屈曲は発生しない。腺と粘液から人間にもはっきり嗅ぎ取れる甘酸っぱい匂いを放ち、多種多数の昆虫を捕らえるが、誘き寄せられる中に猫も含まれるという報告がある。猫を消化吸収したという報告はない。
花茎は春に茎の先端から揚がり何度も分岐する。短い葉をまばらに数枚つけることがある。花は五弁からなりレモン色で直径4cm弱、雄蕊は十本以上あり花柱は五つに分かれる。苞を伴い花茎の先端で上向きに咲く。果実は蒴果で長さ3cm、半透明の細い五角錐で熟すと先端は裂開して反り返る。花茎は立ち枯れても倒れず、種子は風にあおられた際などに、果実の先端から離れた場所や斜面の高みにこぼれ落ちる。種子は果実一つにつき20粒以下、長さ3mmで黒く形は洋梨やイチジクの実にたとえられる。

## 栽培
日本には大正時代末に導入された。栽培困難が定説であったが、最近では容易という知見も多い。往年の栽培家の何人かは、諦めて打ち捨てた植木鉢で、いつの間にか発芽しているのを見出した経験を記している。種子の寿命が長く、食虫植物としては乾燥に強いことがうかがえる。
栽培で最も重要なのは日照の確保である。1日5時間以上直射日光下にあることが望ましい。35℃を超える高温や氷点下の低温にも耐えるが、植物体はダメージを受けるので、早春か晩夏に播種し、ある程度成長してから過酷な季節を迎えさせる。発芽には早くても2週間を要する。種子の膨らんだ部分の側面をわずかに削って湿らせたミズゴケに播き、水分の吸収を助ける場合もある。用土の過湿が数週間にわたると徒長して枯れるので、3cm程度の本葉がでた時点で桐生砂、鹿沼土、赤玉土や、それらを混合した用土に植え付ける。ジフィーポットの類を使う栽培家もいる。根が細かく弱いので以後は移植しない。鉢は5号（直径15cm）以上で深いものを用いる。結実後に枯死することが多く、日本では二年草と考えるべきとの意見もある。

## ギャラリー

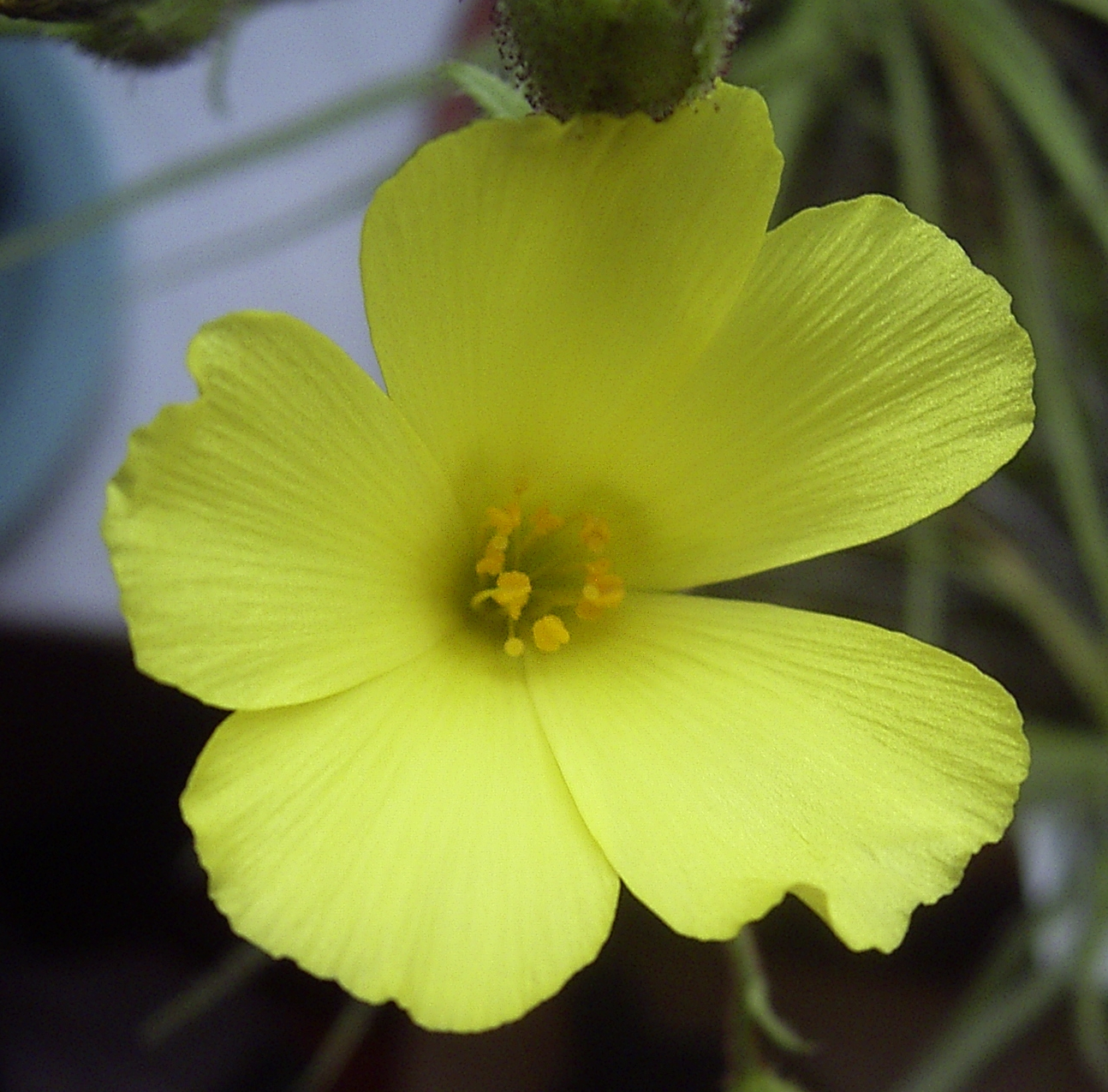
花
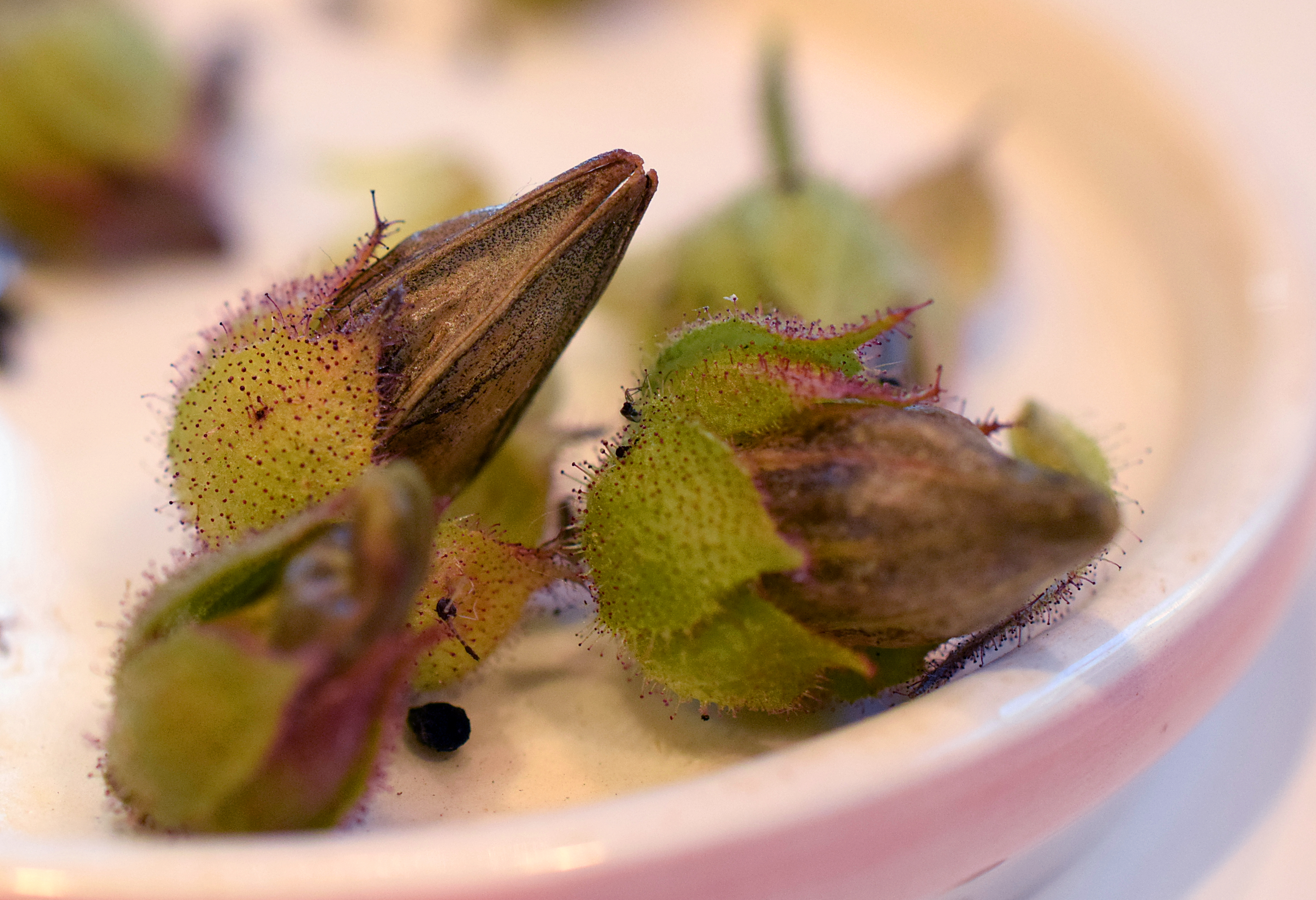
果実
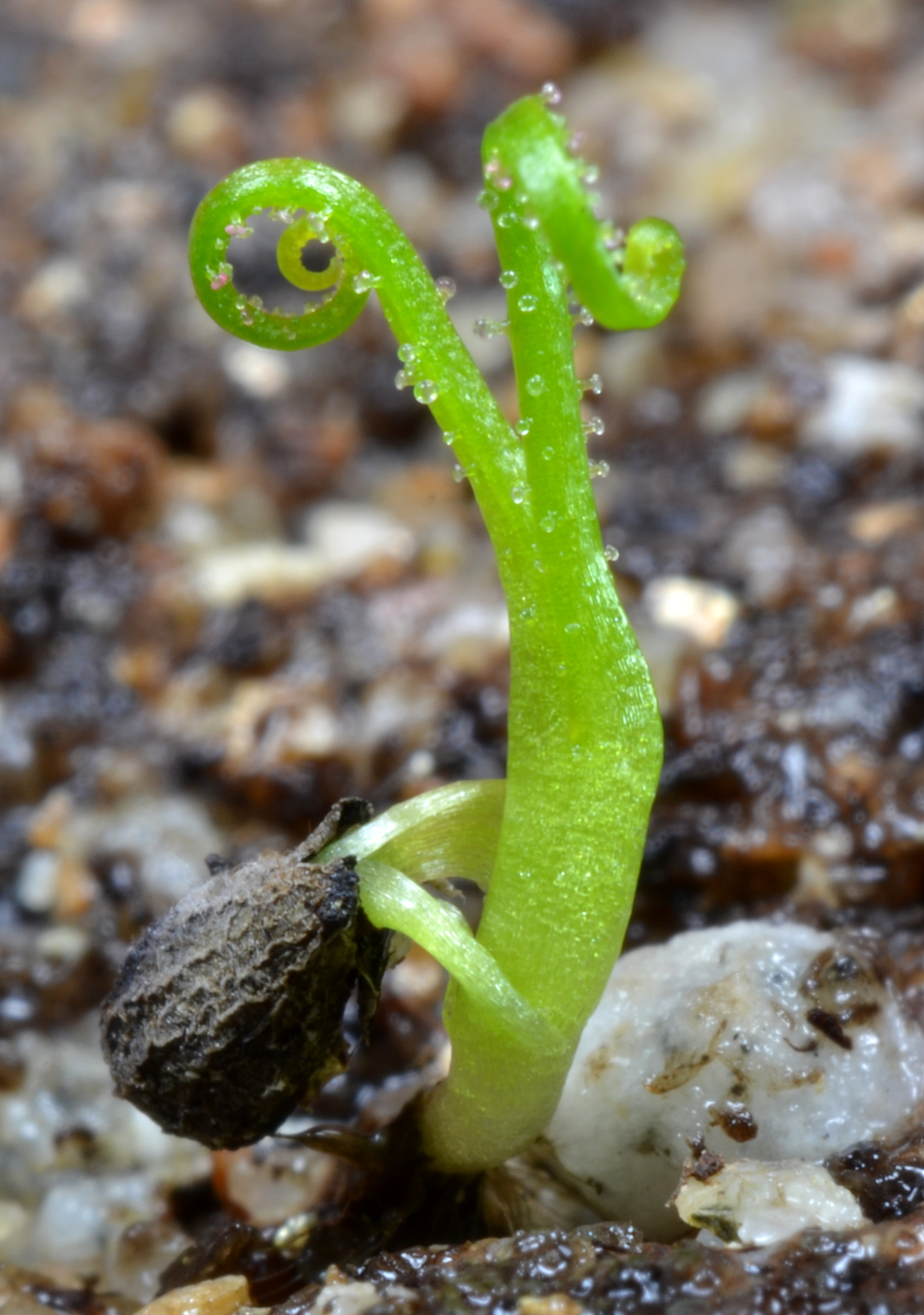
芽生え
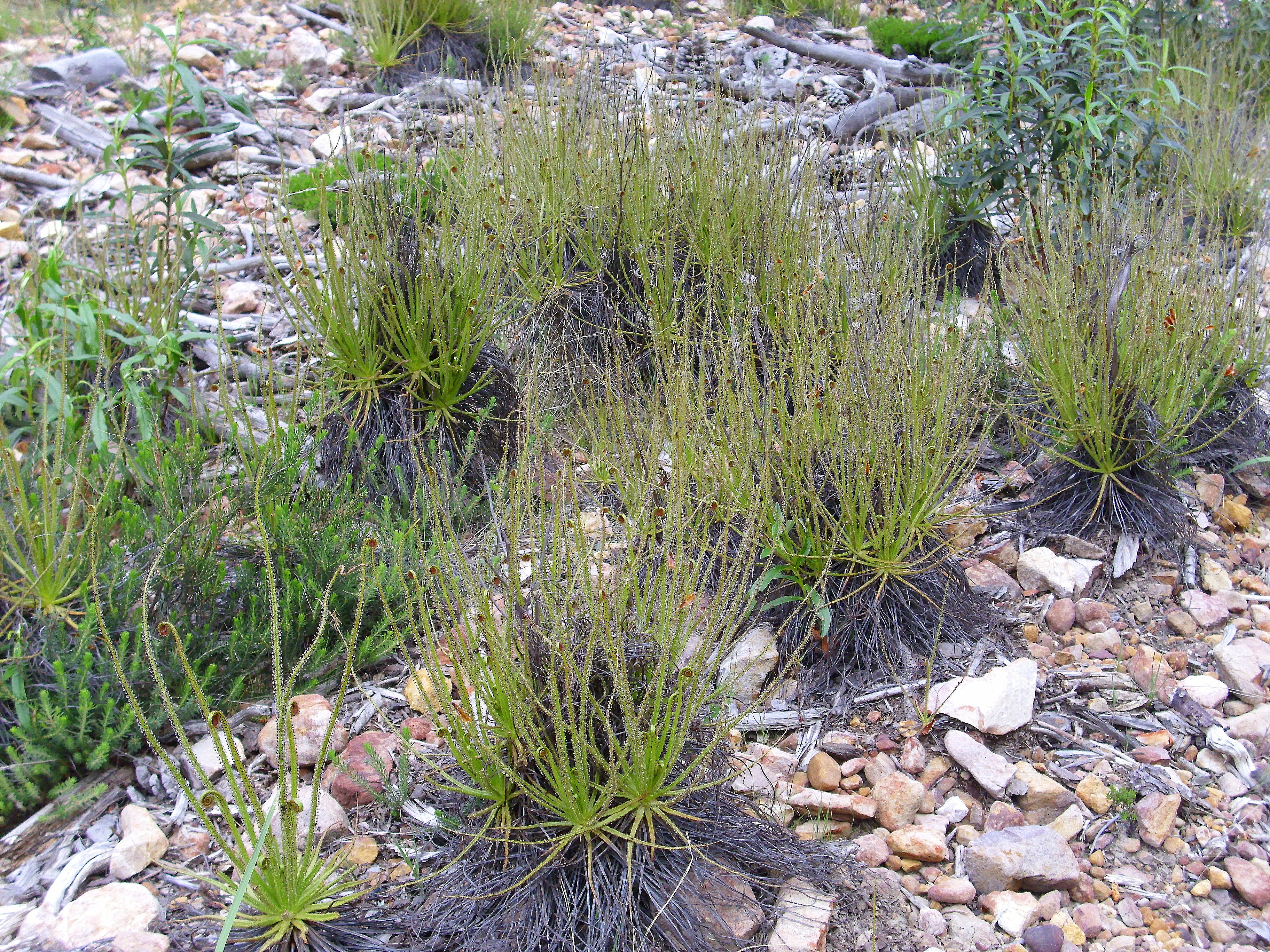
群落
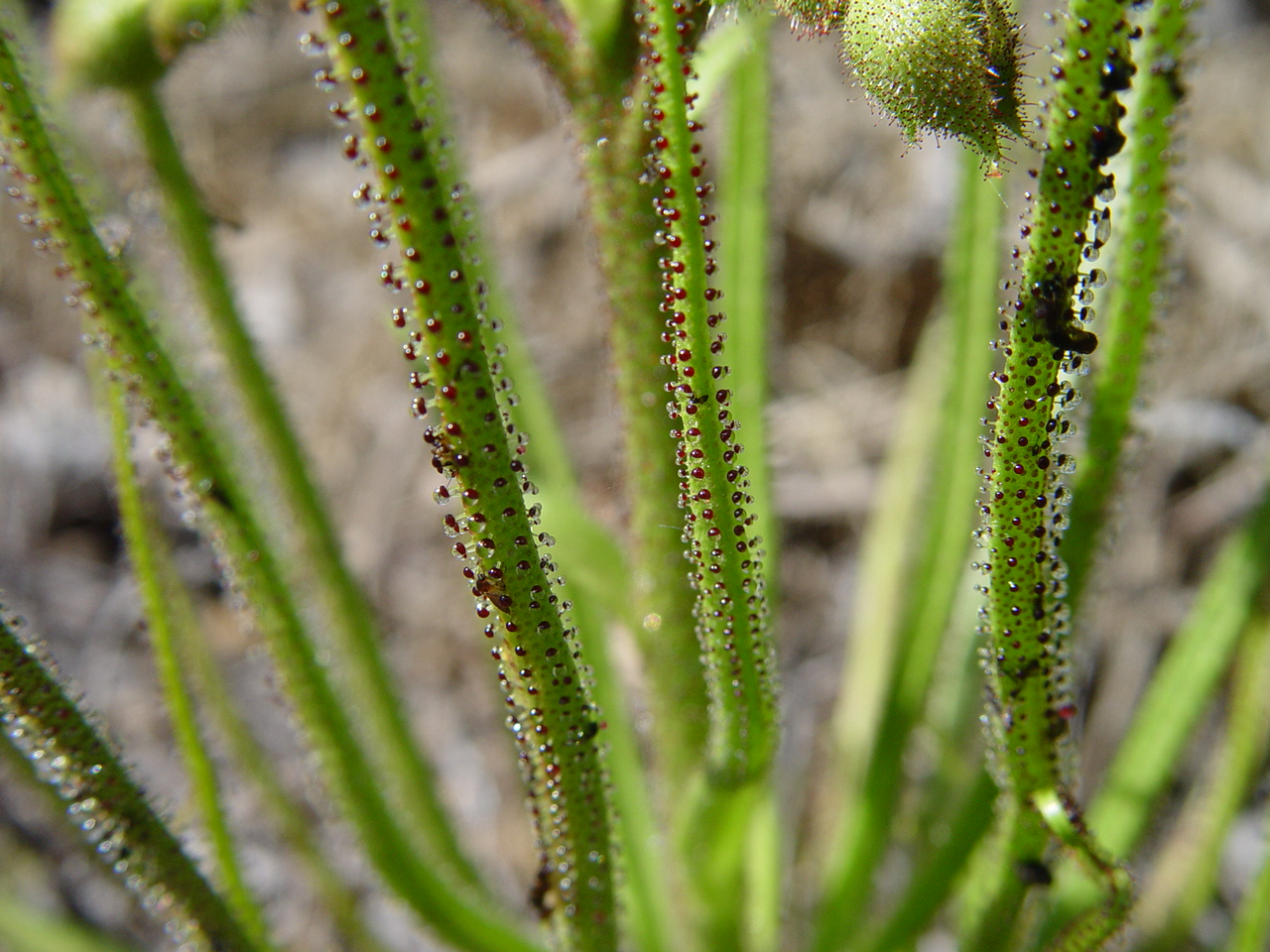
萼の腺毛と葉面の二種の腺
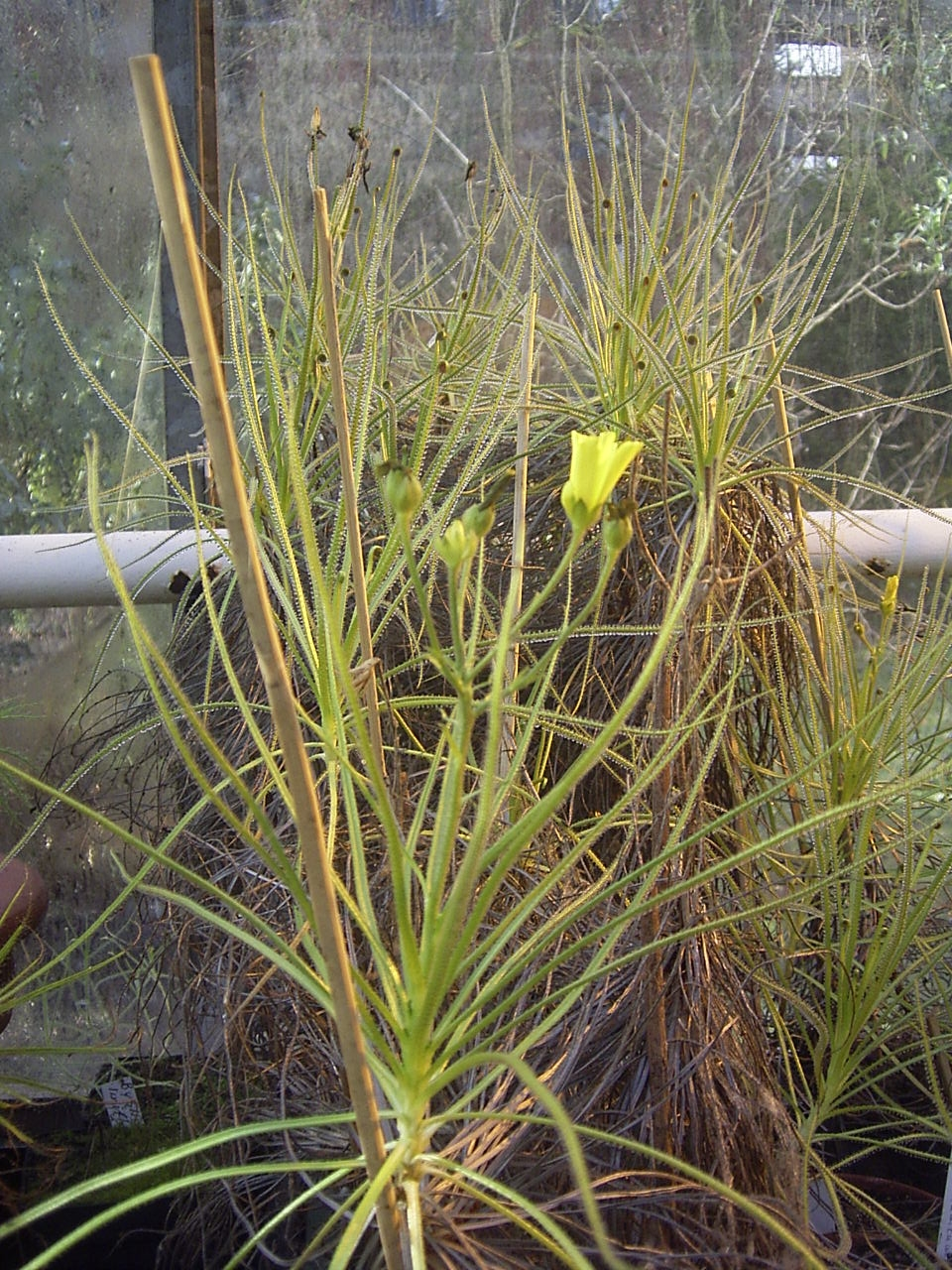
栽培下の大株